# ليام كايل سوليفان
ليام كايل سوليفان (بالإنجليزية: Liam Kyle Sullivan)‏ هو مخرج وممثل أمريكي، ولد في 17 يوليو 1973 في الولايات المتحدة.

## وصلات خارجية
- ليام كايل سوليفان على موقع IMDb (الإنجليزية)
- ليام كايل سوليفان على موقع ميوزك برينز (الإنجليزية)
- ليام كايل سوليفان على موقع قاعدة بيانات الفيلم (الإنجليزية)